# Krupá, Kolín
Krupá là một làng thuộc huyện Kolín, vùng Středočeský, Cộng hòa Séc.